# Иванковцы (Старосинявский район)
Иванковцы (укр. Іванківці) — село в Старосинявском районе Хмельницкой области Украины.
Население по переписи 2001 года составляло 503 человека. Почтовый индекс — 31408. Телефонный код — 3850. Занимает площадь 1,79 км². Код КОАТУУ — 6824455101.

## Местный совет
31400, Хмельницкая обл., Старосинявский р-н, пгт Старая Синява, ул. И. Франка, 8